# Генетична пам'ять

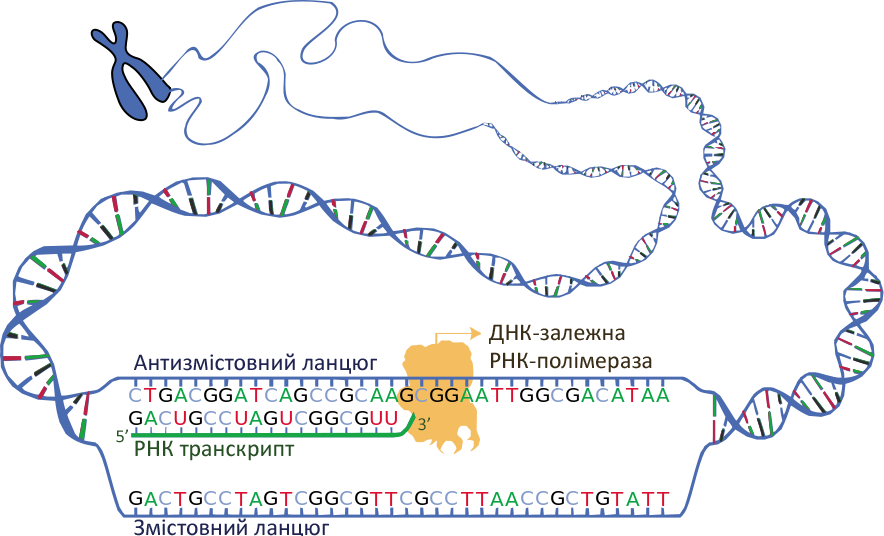
ДНК містить закодовану інформацію. Як припускається, також і про спадкові реакції

Генетична пам'ять (генна пам'ять, расова пам'ять, родова пам'ять, спадкова пам'ять, біологічна пам'ять) — гіпотетична форма пам'яті, що існує незалежно від діяльності головного мозку, кодуючись у генах, і передається від батьків дітям. Термін використовується головним чином в історії психології та фантастиці. Епігенетика пояснює подібну спадкову передачу реакцій на стресові подразники метилюванням ДНК, що виражається різним рівнем експресії генів у нащадків без зміни їх структури.

## Зміст поняття
У історії психології під генетичною пам'яттю розуміється вроджена пам'ять, включена до геному, на відміну від набутої в результаті чуттєвого досвіду, що фіксується в головному мозку. Дослідження початку 2010-х років засвідчили, що генетичної пам'яті у суто такому значенні не існує.
Генетична пам'ять частково стосується філології з огляду на припущення, нібито схильність до тих чи інших мов спадкова. В сучасному трактуванні здатність до мови загалом розглядається як властивість нервової системи, присутня при народженні, і, таким чином, має філогенетичний характер. У той же час сприйняття набору конкретних фонем формується в ході онтогенезу. Фактично немає доказів генетичної схильності до якоїсь однієї мови. Наприклад, діти окремо взятого регіону генетично не схильні до розмови місцевими мовами, а полегшене вивчення рідної мови зумовлене тим, що ця мова панує в середовищі, де дитина росте змалку.
Відповідно до теорії Юнга, щодо людини генетична пам'ять є колективним несвідомим. Це досвід предків людини про повторювані впродовж тривалого часу ситуації, котрі — за припущенням — зафіксовані нервовими структурами головного мозку. Карл Юнг також відносив до генетичної пам'яті деякі містичні елементи (конотації), повторювані в культурах, які не контактували між собою.

## Історія вивчення

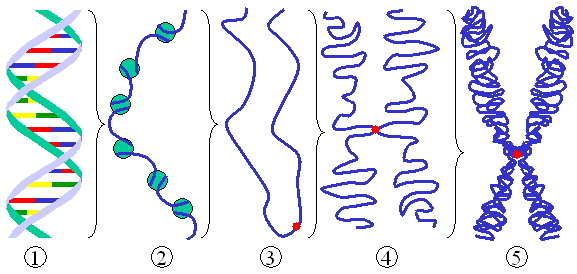
Некодуюча частина ДНК задає різні просторові структури всій молекулі

Попередниками ідеї генетичної пам'яті можна вважати філософсько-релігійні вчення, що описують напередзнання. Так, Платон вважав, що душі померлих можуть перероджуватися в нових тілах, а в наступному житті пригадують те, що знали між втіленнями. Звідси вроджені розуміння про абстрактні поняття, такі як рівність і різниця речей, величина, кількість тощо, котрі може зрозуміти будь-яка людина (див. «Федон»).
За теорією Семона-Герінга 1870-1920-х років, подразники лишають слід у протоплазмі клітин. Коли ці подразники регулярно повторюються, вони спричиняють звичку, котра зберігається після припинення дії подразників, і ці набуті звички можуть передаватися нащадкам. В цьому теорія близька до ламаркізму.
Карл Густав Юнг, зауваживши наявність архетипів і схожих мемів культури в різних людських спільнот, розділених у часі та просторі, припустив у 1959 році, що вони передаються спадково. Втім, Юнг не бачив повноцінного наукового пояснення цього явища.
Ноам Чомскі в 1988 році висунув теорію про генетичну природу семантичної пам'яті. Чомскі стверджував, що частина протеїнів, котрі відповідають за семантичну пам'ять, визначаються генетичним кодом, а не відкладаються в процесі навчання. Тому певні значення слів, як припускається, відомі з народження. Також, сліпі від народження люди іноді повідомляють про зорові образи, що очевидно виникають в мозку без попереднього досвіду. Втім, лишається під питанням чи зумовлені ці образи активністю в зорових областях мозку. Також, якщо генетична пам'ять існує, вона повинна міститися в конкретних ділянках ДНК, яких досі не виявлено.
Певний час сховищем генетичної пам'яті вважалася некодуюча ДНК. З 2007 року проєкт «Енциклопедія елементів ДНК» проаналізував більшість геному людини та встановив, що близько 80 % довжини всієї молекули не бере участі в утворенні протеїнів. Але в 2012 році було доведено, що попри це некодуючі ділянки задають тривимірні структури ДНК при утворенні хромосом і перемикання генів.
Дослідження 2013 року показало, що реакція на певні подразники може передаватися спадково. Так, нащадки щурів, які відчували запах ацетофенону, коли зазнавали болю, виявилися чутливіші до його запаху. Цей ефект проявлявся як у дітей, так і онуків, навіть народжених в результаті штучного запліднення — тобто, жодної комунікації між самими тваринами не відбувалося. Головним пояснення цього слугує метилювання ДНК — приєднання метильної групи до певних генів, що впливає на їх експресію, не змінюючи коду. Імовірно, що і в людей пережитий предками стрес може зумовлювати поведінку нащадків.

## В парапсихології
Деякі парапсихологи вважають, що досвід кодується в генах, і цим пояснюється «згадування» минулого життя. Однак більшість парапсихологів заперечують генетичну природу цього явища, позаяк «згадування» минулих життів зазвичай стосується подій, які відбувалися з особами, котрі не належать до одного роду. Зазвичай вони погоджуються з поглядом на те, що гени кодують схильність певною мірою реагувати на подразники навколишнього середовища, а не фактичну пам'ять чи досвід.

## Генетична пам'ять в культурі
Цей термін часто використовується в художніх творах (найчастіше в прямому сенсі як успадковані спогади), а також в інших культурних аспектах.
Одним з яскравих прикладів є твори таких авторів як Джек Лондон і Роберт Говард. Так у творі «Міжзоряний мандрівник» Лондон описує реінкарнації засудженого Даррела Стендінга. Відомий вплив романом Лондона було надано на Роберта Говарда, який написав безліч оповідань на тему реінкарнації, такі як цикл про Джеймса Еллісона, «Той-що-скаче-поряд-з-громом», «Діти ночі», «Люди темряви», «Каїрн на мисі» і багато інших. В контексті даних авторів тема реінкарнації тісно пов'язана з генетичною пам'яттю, адже герої творів і їх втілення є частиною однієї і тієї ж расової гілки.
Генетична пам'ять описана в оповіданні Івана Єфремова «Еллінський секрет» звана «пам'яттю поколінь», і в самому творі підтверджена дослідами трансперсональної психології.
Концепція грає важливу роль в циклі романів «Хроніки Дюни» Френка Герберта (особливо вигадані Преподобні матері та Квізац Хадерах — люди, здатні відтворювати генетичну пам'ять роду відповідно по жіночій та чоловічій лініях роду).
Генетична пам'ять описується у творах франшизи «Зоряна брама». Зокрема вигадані іншопланетяни ґоа'улди здатні в ній передавати пам'ять від батьків дітям. Як критерій сюжету, генетична пам'ять представлена в серії відеоігор Assassin's Creed і фільмі за її мотивами «Кредо вбивці». В них група вчених змогла винайти машину «Анімус», здатну витягати з піддослідних закладену в їх генах інформацію про життя предків. У серії Halo в генах людей містяться інструкції, закладені іншопланетянами, що впливають на розвиток людства, та спогади про предків.